# Pescaglia
Pescaglia é uma comuna italiana da região da Toscana, província de Lucca, com cerca de 3.718 habitantes. Estende-se por uma área de 70 km², tendo uma densidade populacional de 53 hab/km². Faz fronteira com Borgo a Mozzano, Camaiore, Fabbriche di Vallico, Lucca, Stazzema, Vergemoli.

## Demografia
| Variação demográfica do município entre 1861 e 2011                               |
|                                                                                   |
| Fonte: Istituto Nazionale di Statistica (ISTAT) - Elaboração gráfica da Wikipedia |